# Million Reasons
"Million Reasons"는 미국인 가수 레이디 가가의 다섯번째 정규 앨범 Joanne (2016)에 수록된 곡이다. 처음에는 프로모션 싱글로 발매되었으나 2016년 11월 8일 앨범의 두번째 싱글로 라디오에 보내졌다. 가가, 힐러리 린지 그리고 마크 론슨이 작곡에 참여했고, 마크 론슨, 가가 그리고 블러드팝이 프로듀싱에 참여했다. 기타와 피아노 반주로, 컨트리풍의 팝인 "Million Reasons"는 연인 사이의 "상처와 희망"에 대한 가사를 담고 있다.
"Million Reasons"를 홍보하기 위해, 가가는 그녀의 Dive Bar Tour (2016)에서 이 곡을 여러 차례 불렀으며, 뮤직 비디오를 발표하였다. 이 곡은 빌보드 핫 100을 비롯한 여러 차트에 이름을 올렸다.

## 곡 목록

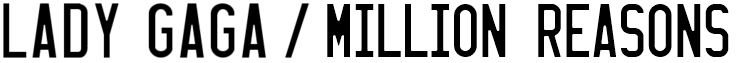

Digital download – remix
1. "Million Reasons" (KVR remix) – 3:27
2. "Million Reasons" (Andrelli remix) – 4:00